# Theloderma andersoni
Theloderma andersoni es una especie de rana de la familia Rhacophoridae que habita en el sudoeste de China, noreste de la India, norte de Birmania y, posiblemente, también en zonas adyacentes de Bangladés.